# Altopedaliodes zsolti
Altopedaliodes zsolti is een vlinder uit de onderfamilie Satyrinae van de familie Nymphalidae. De wetenschappelijke naam van de soort is voor het eerst geldig gepubliceerd in 1999 door Tomasz Wilhelm Pyrcz & Viloria.

## Ondersoorten
- Altopedaliodes zsolti zsolti
- Altopedaliodes zsolti citra Pyrcz, 2004[2]